# Florian Cerny

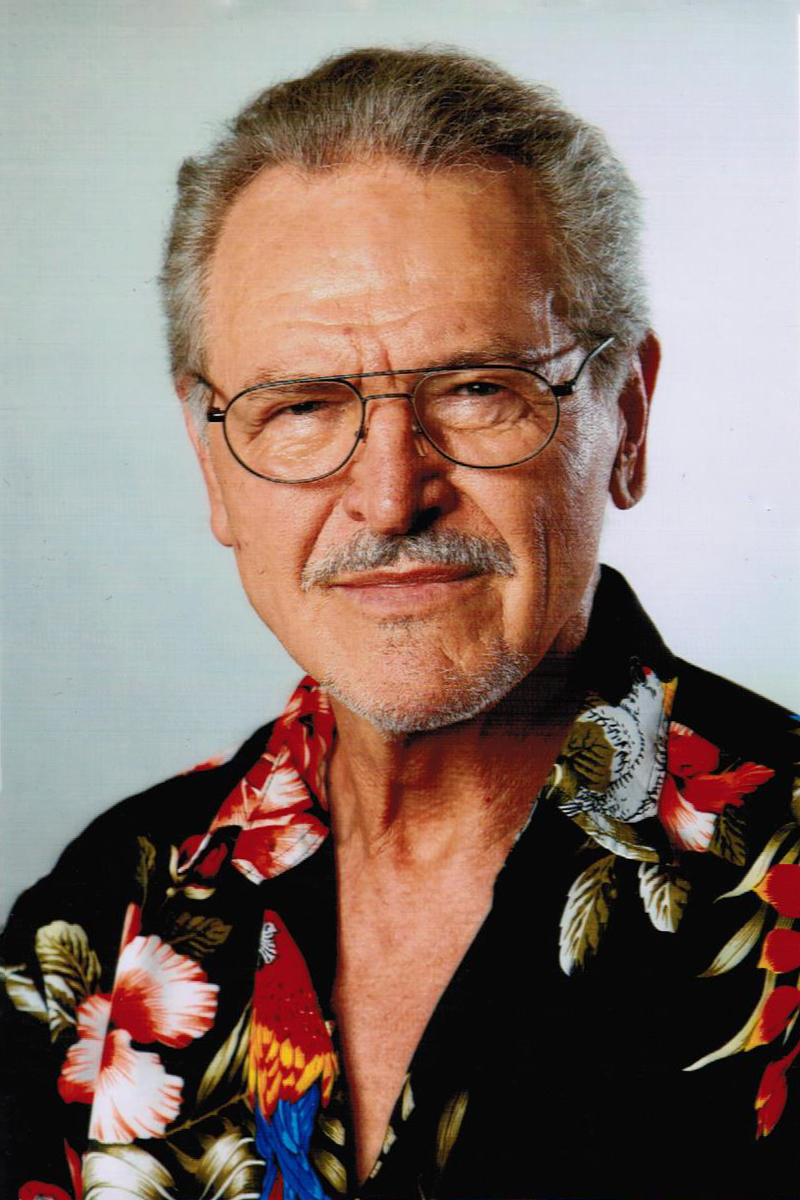
Florian Cerny (2019)

Florian Cerny (* 4. Oktober 1946 in Bayern) ist ein deutsch-australischer Schauspieler und Opernsänger (Bariton).

## Leben

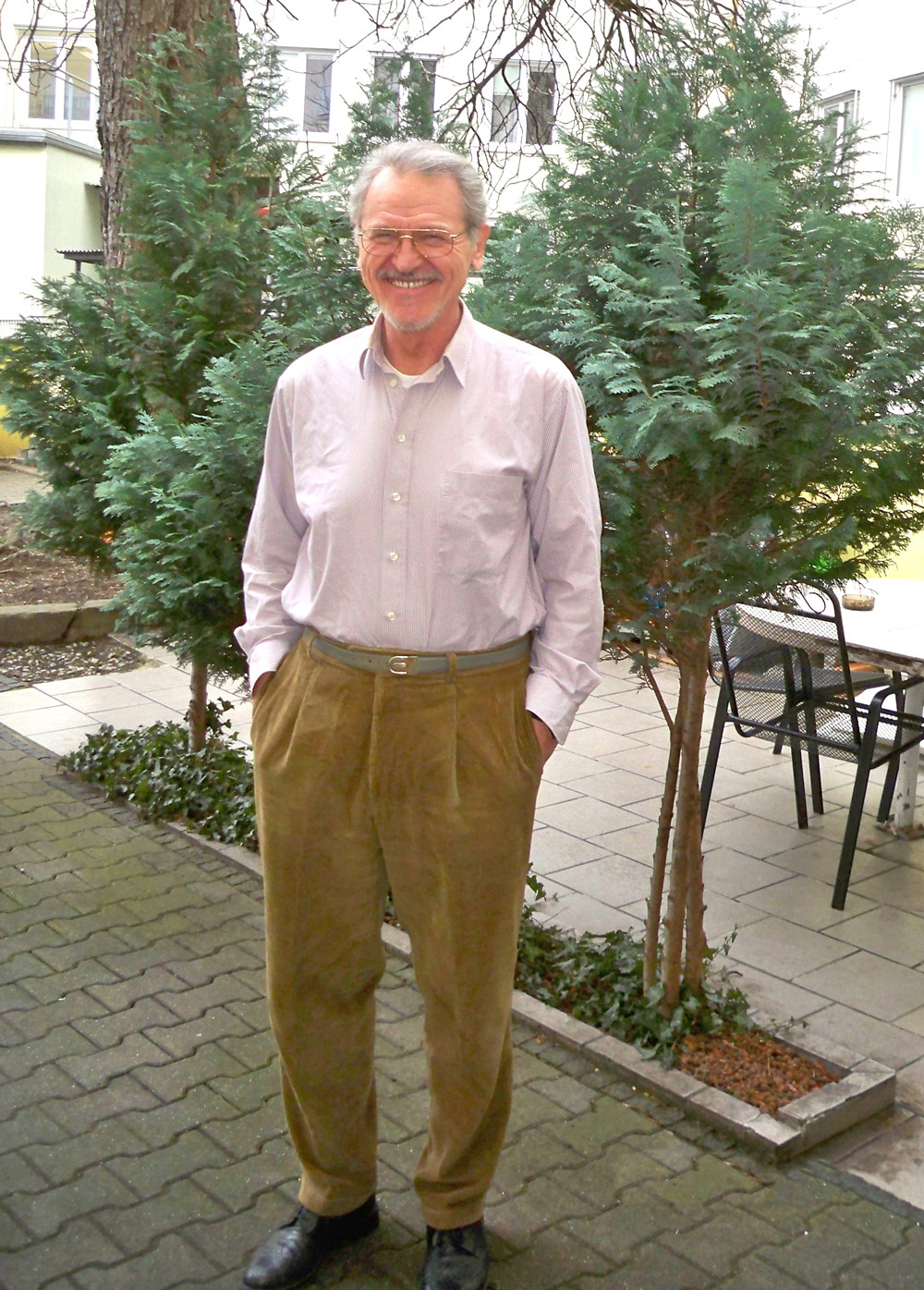
Florian Cerny (2016)

Cerny ist der Sohn des Dirigenten und Komponisten Waldemar Cerny. Seine Mutter, Gabriele Gisela, Luise Gräfin Szekely, war Sopranistin und Konzertpianistin. Im Jahr 1967 reiste er mit seinen Eltern, die Theaterverträge hatten, nach Australien und begann später ein Jurastudium. 1973 heiratete er eine Juristin, die als Friedensrichterin tätig war. 1973–1976 besuchte er das Sydney University State Conservatorium für Klavier und Gesang, zudem die Opernschule mit Schauspielunterricht im gleichen Zeitraum.
Er hatte seine ersten Auftritte am neuen Sydney Opera House mit Patronage von Dame Joan Sutherland. In Europa hatte er im Jahr 1976 seine Fortbildung in Wien mit Kammersängerin Hilde Zadek und in München mit Kammersänger Hans Hotter und Hanno Blaschke. Seinen ersten Solovertrag erhielt er im Jahr 1978 an der Israel National Opera in Tel Aviv. In Deutschland erhielt er seinen ersten Solovertrag 1980–1983 am Opernhaus Kiel als Charakter- und Heldenbariton. In den Jahren von 1985 bis 1988 hatte er sein erstes Festengagement an der Bayerischen Staatsoper München durch Wolfgang Sawallisch. Das zweite Festengagement von 1988 bis 1991 wurde auf Cernys Gesuch in gegenseitigem Einvernehmen für Gastverträge aufgelöst. Diese dauerten weltweit bis circa 2002, wie zum Beispiel Hamburgische Staatsoper, Teatro San Carlo Neapel, Grand Théâtre de Genève, English National Opera London, Melbourne State Opera, Staatsoper Berlin, Australian Opera Sydney, Teatro alla Scala Mailand, Sächsische Staatsoper Dresden.
Heute lebt er am Starnberger See bei München, in New York und Sydney, und widmet sich der Nachwuchsförderung.

## Aufführungen (Auswahl)
- Ludwig van Beethoven: Fidelio  – Don Pizarro (Sydney Opera House)[3]
- Paul Hindemith: Cardillac – Prevotee (Teatro alla Scala, Mailand)
- Wolfgang Amadeus Mozart: Figaros Hochzeit – Figaro (English National Opera London)
- Wolfgang Amadeus Mozart: Die Zauberflöte – Papageno  (Sydney Opera House)
- Jacques Offenbach: Hoffmanns Erzählungen – Dapertutto (Bayerische Staatsoper München)
- Richard Strauss: Der Rosenkavalier – Herr von Faninal (Pariser Oper und Deutsche Staatsoper)
- Richard Wagner: Der fliegende Holländer – Holländer (Dresden, Sächsische Staatsoper)
- Richard Wagner: Lohengrin – Telramund (Leipzig Opernhaus)
- Richard Wagner: Parsifal – Amfortas (Aalto Opernhaus Essen)
- Richard Wagner: Der Ring des Nibelungen – Donner (Hamburgische Staatsoper)
- Richard Wagner: Der Ring des Nibelungen – Wotan (Niedersächsische Staatsoper Braunschweig)
- Richard Wagner: Tannhäuser – Biterolf (Grand Theatre du Geneve)

## Diskografie (Auswahl)
- Jules Massenet: Manon (Bayerische Staatsoper, EMI CD)
- Rudi Stephan: Die ersten Menschen (RSO Berlin, cpo, CD)
- Richard Strauss: Der Bürger als Edelmann (Koch-Schwann CD)[4]
- Richard Strauss: Elektra (Victorian State Opera Melbourne und Adelaide Festival, Video)
- Richard Strauss: Friedenstag (EMI CD)
- Richard Strauss: Der Rosenkavalier (Bayerische Staatsoper, Video)
- Richard Strauss: Der Rosenkavalier (Oper Leipzig, Video)
- Richard Wagner: Der fliegende Holländer (Staatstheater Wiesbaden, Video)
- Richard Wagner: Lohengrin (Státní opera Praha, Video)
- Richard Wagner: Lohengrin (Oper Leipzig, Video)
- Richard Wagner: Der Ring des Nibelungen (Bayerische Staatsoper München, EMI CD)
- Udo Zimmermann: Levins Mühle (Oper Leipzig, Video)